# 箱根

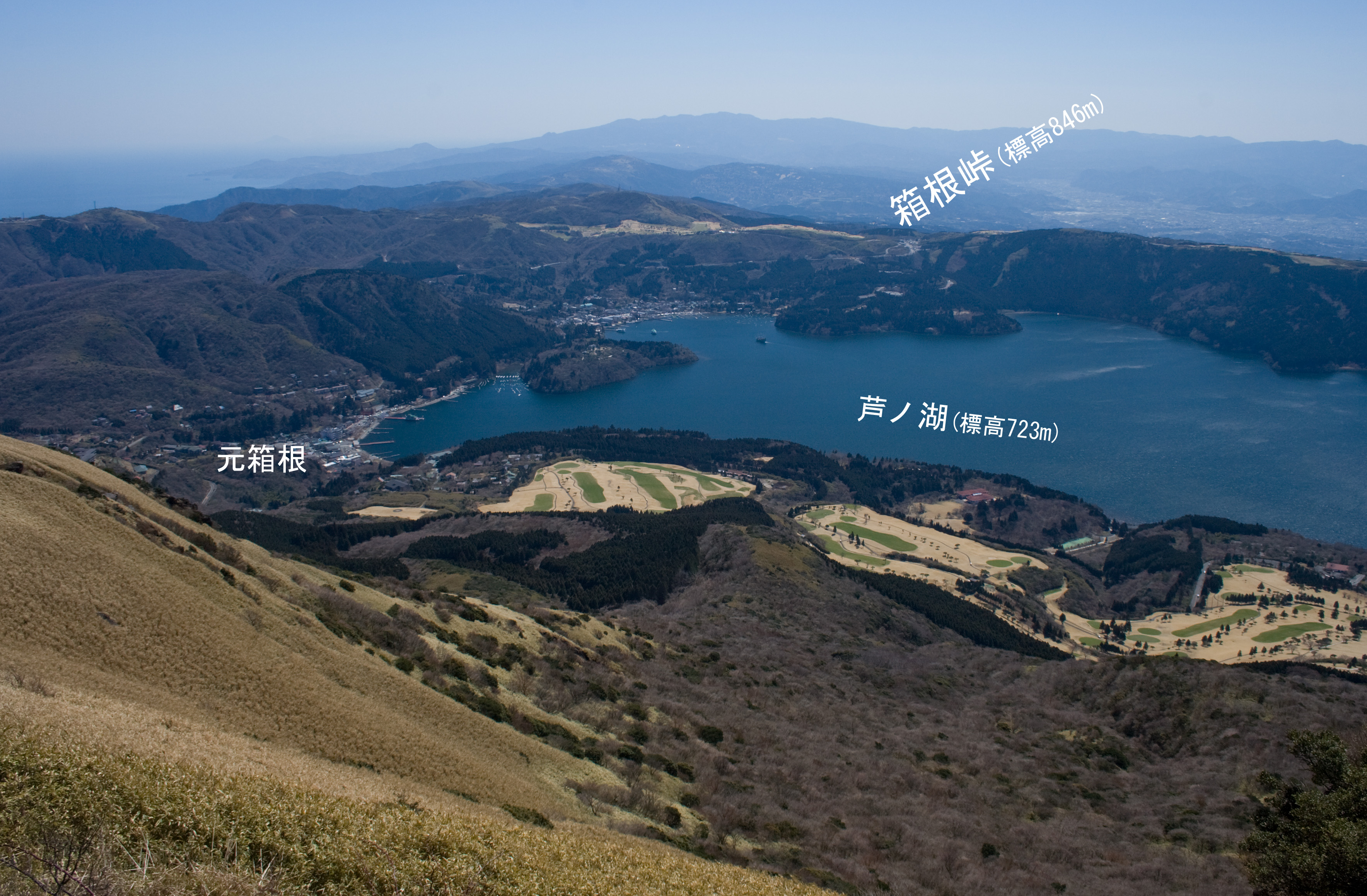
箱根駒ヶ岳山頂より見た芦ノ湖と箱根峠

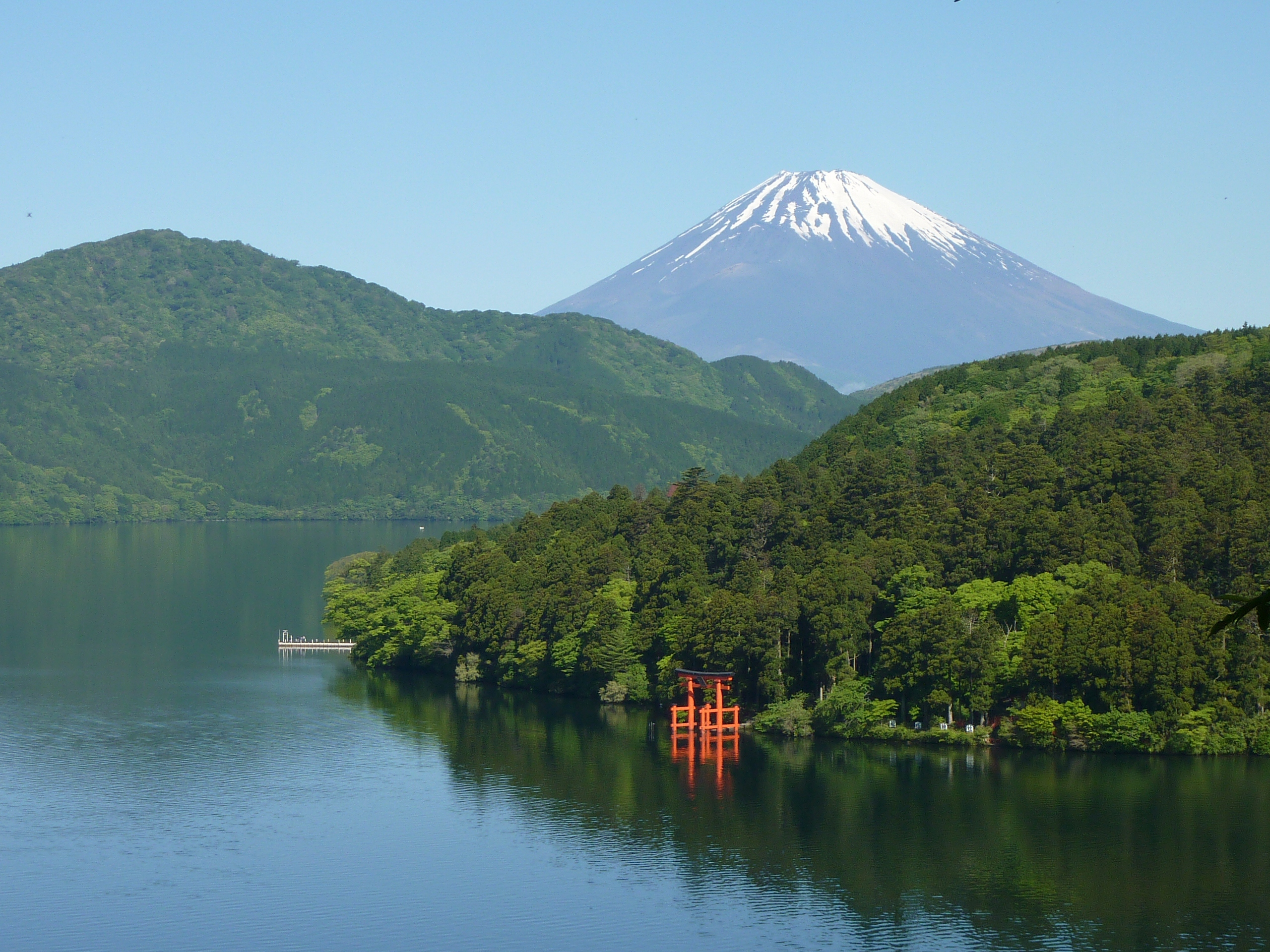
芦ノ湖と富士山

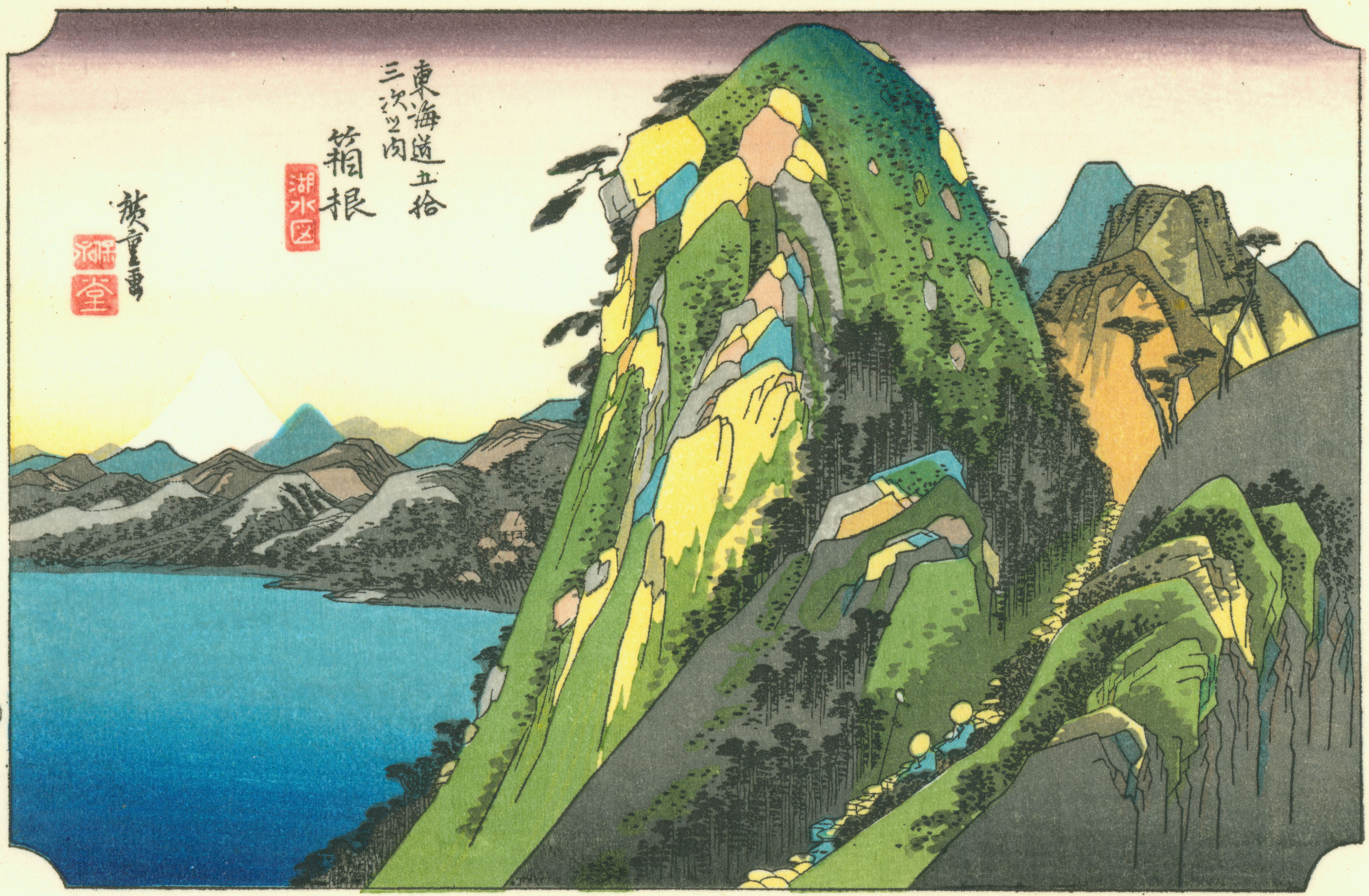
広重に描かれた箱根峠

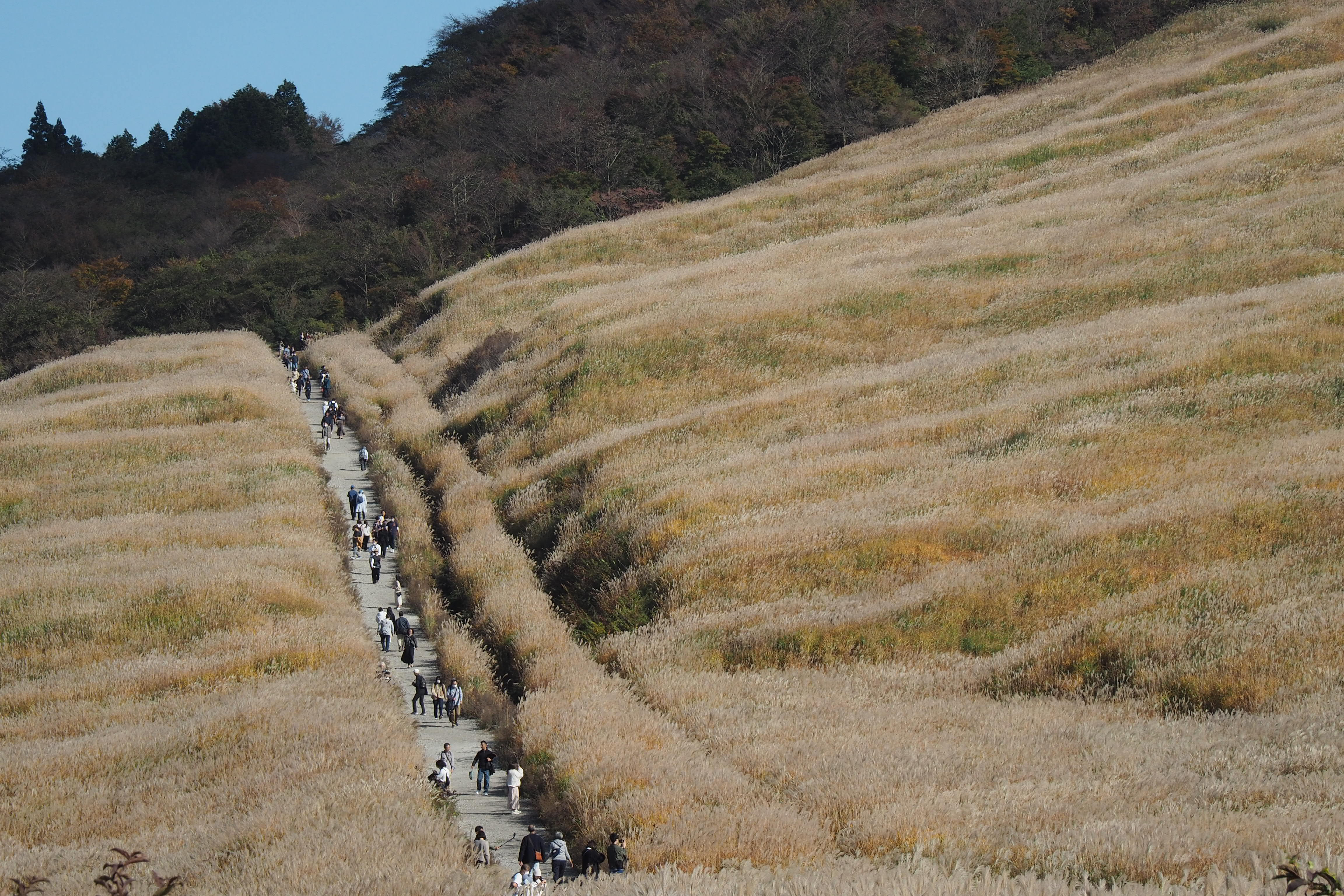
仙石原のススキ

箱根（はこね、古くは「函根」、「函嶺」とも）は、静岡県に近い神奈川県南西部の一角、箱根カルデラ近辺の一帯を指す地名。

## 地理
地図の上では、行政区画としての箱根町におおむね重なる概念である。

## 歴史
古来東海道の要衝であり、「天下の険」と謳われた難所箱根峠のふもとには宿場や関所が置かれた。近代以降は保養地・観光地として発展。各所に湧く温泉や、芦ノ湖、大涌谷、仙石原などがとりわけ有名である。1936年に「富士箱根国立公園」（現・富士箱根伊豆国立公園）に指定されている。

## 箱根についての項目
- 箱根駅伝 - 東京箱根間往復大学駅伝競走（とうきょうはこねかんおうふくだいがくえきでんきょうそう）は、1920年に開始された、毎年1月2日と1月3日の2日間で開催する関東地方の大学駅伝競技会（地方大会）である。関東学生陸上競技連盟（以下「関東学連」という。）が主催し読売新聞社が共催する。
- 箱根町 - 神奈川県足柄下郡箱根町。中心地は箱根峠の東側にある観光都市である。
  - 箱根 (箱根町) - 箱根町南西の大字名。
- 箱根山 - 箱根町を中心に、神奈川県と静岡県にまたがる火山の総称。活発な火山活動が見られる。
  - 箱根峠 - 神奈川県（相模国）と静岡県（伊豆国）の境にある、東海道の峠。
  - 神山
- 箱根温泉 - 箱根町内にある温泉の総称。
- 箱根関 - 東海道やその脇道に置かれた箱根の関所。
- 箱根宿 - 東海道五十三次の宿場の一つ、江戸側から数えて10番目。

なお、以下のナビゲーションを参考にされたい。
- 箱根の地理 について書かれているのは: 箱根山、箱根町#地理
- 箱根の歴史 について書かれているのは: 箱根峠#歴史、箱根温泉#歴史、箱根関、箱根宿、箱根町#歴史
- 箱根の観光 について書かれているのは: 箱根温泉、箱根町#観光にリストあり。